# Loney Gordon
Loney Clinton Gordon (1915–1999) foi uma cientista química afro-americana e pesquisadora de laboratório que ajudou as médicas Pearl Kendrick e Grace Eldering na pesquisa de virulência bacteriológica que levou à criação da vacina contra coqueluche.

## Infância e educação
Gordon nasceu em Arkansas em 1915 e mudou-se para o Michigan com sua família quando era criança. Em 1939, Gordon formou-se em Economia Doméstica e Química pelo que então se chamava Michigan State College. Após a faculdade, ela buscou uma carreira como nutricionista. Ela encontrou um emprego trabalhando como nutricionista em uma instituição psiquiátrica na Virgínia, mas, de acordo com uma entrevista de 1999 com Gordon pela professora de história da Grand Valley State University, Carolyn Shapiro Shapin, Gordon disse que o médico a tratava mal e que ela recebia alojamentos inadequados. Ela voltou a Grand Rapids em busca de trabalho, mas foi informada de que "chefs brancos não gostariam de receber ordens de uma nutricionista negra".  Ela foi contratada pela Dr. Kendrick para apoiar a pesquisa sobre coqueluche no laboratório de Grand Rapids do Departamento de Saúde de Michigan por volta de 1944.

## Pesquisa
No início dos anos 1940, Gordon testou milhares de placas de cultura, tentando encontrar a cultura que tivesse virulência suficiente para fazer a vacina. O trabalho de Gordon se concentrou em culturas de coqueluche e virulência da bactéria Bordetella pertussis. A análise de Gordon das culturas de coqueluche levou à identificação de uma cepa poderosa do organismo, que permitiu o desenvolvimento de uma vacina eficaz.
A Divisão de Produtos Biológicos de Michigan, que fazia parte do Departamento de Saúde de Michigan, começou a produzir a vacina para uso estadual em 1938, e ela foi distribuída pelos Estados Unidos em 1940. Atribui-se a Gordon a identificação do sangue de carneiro como a chave para o processo de incubação da cultura em placas de Petri em laboratório.

## Reconhecimento
Gordon foi introduzida ao Hall da Fama das Mulheres de Michigan em 2000.